# Edmund Entacher

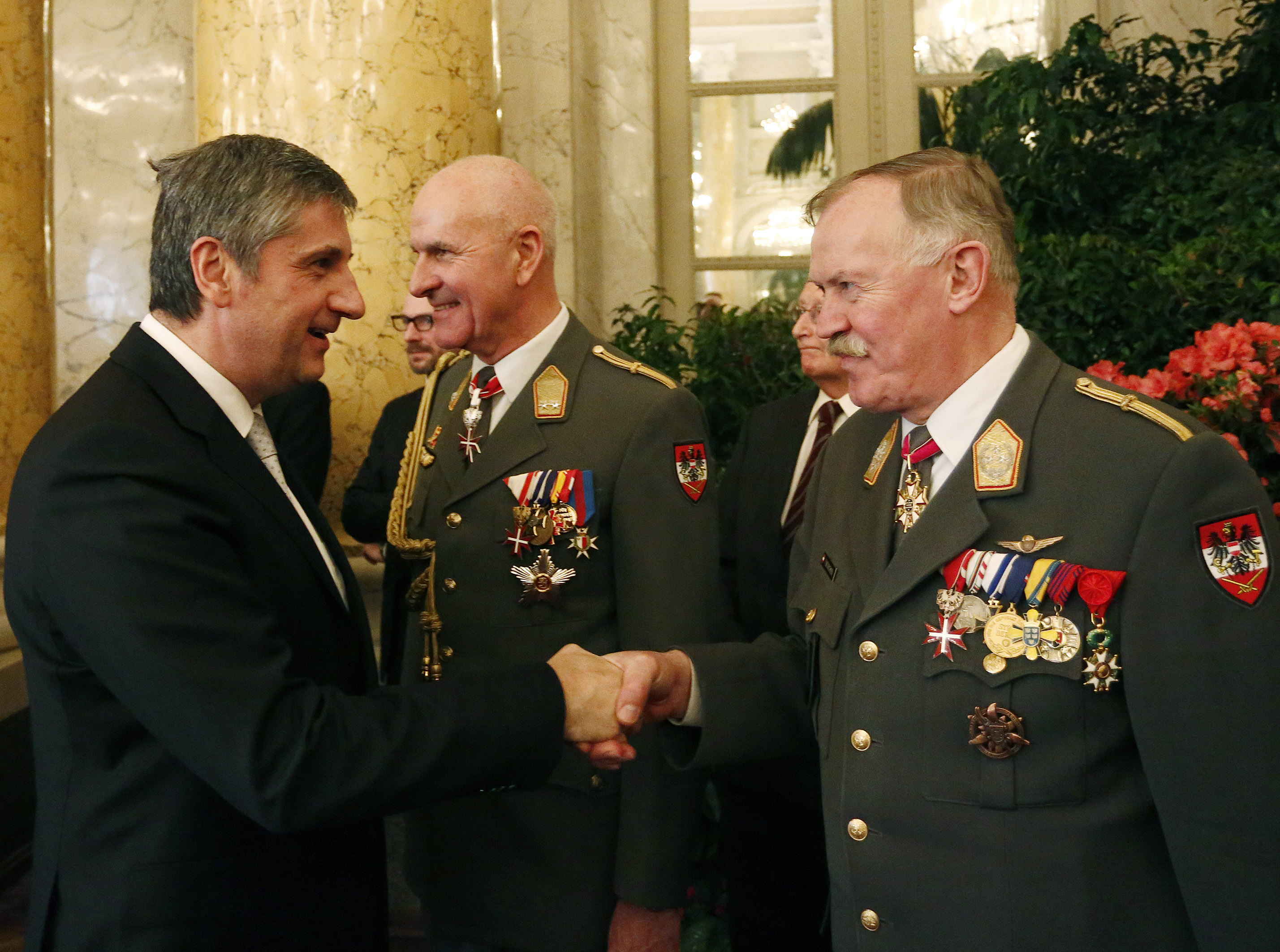
General Edmund Entacher beim Neujahrsempfang des diplomatischen Corps 2013, dahinter der Adjutant des Bundespräsidenten Generalmajor Gregor Keller

Edmund Entacher (* 30. September 1949 in Großarl, Salzburg) ist ein ehemaliger österreichischer General. Von November 2007 bis zu seiner Abberufung im Jänner 2011 war er Chef des Generalstabes des Bundesheeres und damit ranghöchster Offizier der österreichischen Streitkräfte. Vom 7. November 2011 bis zur Pensionierung Ende März 2013 war er wieder Chef des Generalstabes des Österreichischen Bundesheeres.

## Leben

### Militärische Karriere
Nach seiner Offiziersausbildung an der Theresianischen Militärakademie von 1971 bis 1974 bekleidete er verschiedene Funktionen im Jägerbataillon 21 in Kufstein. Von 1979 bis 1982 absolvierte er die Ausbildung zum Generalstabsoffizier und war danach Hauptlehroffizier für Taktik, Leiter des Institutes für Offiziersausbildung (Institut 1) und Chef des Stabes an der Theresianischen Militärakademie. 1992 wurde er zum Kommandanten der 3. Panzergrenadierbrigade in Mautern an der Donau bestellt. Er leitete mehrere internationale Großübungen und war ab 2002 Kommandant des Kommandos Landstreitkräfte, bis dieses 2005 mit dem Kommando Internationale Einsätze zum Streitkräfteführungskommando zusammengelegt wurde. Ab 2006 war er Milizbeauftragter und seit dem 1. Oktober 2007 zunächst betrauter, mit Wirkung vom 1. Februar 2008 eingeteilter Chef des Generalstabes. Als solcher führt er bis heute den Dienstgrad General.
Entacher ist SPÖ-Mitglied. Seine Bestellung durch den sozialdemokratischen Verteidigungsminister Darabos zum Generalstabschef wurde von den Parlamentsparteien FPÖ und BZÖ begrüßt, von den Grünen und vom Koalitionspartner ÖVP als „Umfärbungsaktion“ kritisiert. 

### Absetzung
Nach Differenzen um eine geplante Reform des Bundesheeres und in den Medien geäußerter Kritik an der von Darabos geplanten Abschaffung der allgemeinen Wehrpflicht – die der Minister bis kurz davor selbst noch als das einzige für Österreich brauchbare Modell bezeichnet hatte – wurde Entacher am 24. Jänner 2011 vom Verteidigungsminister abberufen, später zum Führungsunterstützungszentrum versetzt und interimistisch durch seinen bisherigen Stellvertreter Generalleutnant Othmar Commenda ersetzt. Entachers Abberufung wurde vielfach als Willküraktion von Darabos gesehen. Unterdessen ging Entacher gegen seine Abberufung rechtlich vor und erhielt dabei Unterstützung durch Bundespräsident Heinz Fischer, den Oberbefehlshaber des Bundesheeres. Auch Fritz Neugebauer, Vorsitzender der Gewerkschaft öffentlicher Dienst, sagte ihm rechtliche Hilfe zu. Ein schriftlicher Abberufungsbescheid wurde Entacher mit mehrmonatiger Verspätung erst Ende August 2011 zugestellt.
Am 7. November 2011 wurde bekannt, dass die Berufungskommission beim Bundeskanzleramt den Versetzungsbescheid des Verteidigungsministeriums ersatzlos aufgehoben hat. Der Minister kündigte daraufhin an, mit General Entacher über schriftliche Weisungen zu verkehren. Dieser warnte vor einem Racheakt:

„Ein Racheakt an mir wäre sinnlos, mein Verbleib hat ein Ende. (Bis 2013, Anm.) Ich würde ihnen in dieser kurzen Zeit sonst nur die Gurke geben, das würden sie bitter bereuen.“

Ende März 2013 trat Entacher in den Ruhestand.

### Privates
Entacher ist verwitwet und hat zwei Kinder.

## Auszeichnungen (Auszug)
- Wehrdienstzeichen 1. Klasse
- Wehrdienstzeichen 2. Klasse
- Wehrdienstzeichen 3. Klasse
- Wehrdienstmedaille in Bronze
- 1988: Silbernes Ehrenzeichen für Verdienste um die Republik Österreich[16]
- 2001: Großes Ehrenzeichen für Verdienste um die Republik Österreich[16]
- 2002: Großes Goldenes Ehrenzeichen für Verdienste um das Bundesland Niederösterreich
- 2004: Ehrenring der Stadtgemeinde Krems an der Donau
- 2004: Ehrenzeichen der Stadtgemeinde Weitra
- 2006: Goldenes Ehrenzeichen des Landes Salzburg
- 2011: Legion of Merit – Degree of Commander (Auszeichnung durch den Präsidenten der Vereinigten Staaten, Barack Obama, in Würdigung Entachers besonderer Verdienste)[17]
- 2011: Großoffizierskreuz in Gold der Österreichischen Offiziersgesellschaft[18]
- 2012: Offizier der Ehrenlegion[19]
- 2012: Goldenes Komturkreuz des Ehrenzeichens für Verdienste um das Bundesland Niederösterreich
- 2013: Großes Silbernes Ehrenzeichen mit dem Stern der Republik Österreich
- Verdienstzeichen des Niederösterreichischen Landesfeuerwehrverbandes (Ausprägung unbekannt)